# Boucles de l'Aulne 2023
La Boucles de l'Aulne 2023, ottantatreesima edizione della corsa, valida come evento dell'UCI Europe Tour 2023 categoria 1.1 e come dodicesima prova della Coppa di Francia 2023, si svolse il 14 maggio 2023 su un percorso di 181,1 km, con partenza e arrivo a Châteaulin, in Francia. La vittoria fu appannaggio del belga Greg Van Avermaet, il quale completò il percorso in 4h21'06", alla media di 41,616 km/h, precedendo il connazionale Florian Vermeersch e lo spagnolo Jon Barrenetxea.
Sul traguardo di Châteaulin 68 ciclisti, dei 100 partiti dalla medesima località, portarono a termine la competizione.

## Squadre e corridori partecipanti
| N.    | Cod. | Squadra                |
| ----- | ---- | ---------------------- |
| 1-16  | UXT  | Uno-X Pro Cycling Team |
| 11-17 | GFC  | Groupama-FDJ           |
| 21-27 | COF  | Cofidis                |
| 31-37 | ACT  | AG2R Citroën Team      |
| 41-47 | ARK  | Team Arkéa-Samsic      |
| 61-67 | TEN  | TotalEnergies          |
| 71-77 | LTD  | Lotto Dstny            |
| 81-87 | BWB  | Bingoal WB             |

| N.      | Cod. | Squadra                    |
| ------- | ---- | -------------------------- |
| 91-97   | CJR  | Caja Rural-Seguros RGA     |
| 101-107 | EUS  | Euskaltel-Euskadi          |
| 111-117 | EKP  | Equipo Kern Pharma         |
| 121-127 | AUB  | St Michel-Mavic-Auber93    |
| 131-137 | UCN  | CIC U Nantes Atlantique    |
| 141-147 | NMC  | Nice Métropole Côte d'Azur |
| 151-157 | TEC  | Team Ecoflo Chronos        |

## Ordine d'arrivo (Top 10)
| Pos. | Corridore          | Squadra       | Tempo    |
| ---- | ------------------ | ------------- | -------- |
| 1    | Greg Van Avermaet  | AG2R          | 4h21'06" |
| 2    | Florian Vermeersch | Lotto         | s.t.     |
| 3    | Jon Barrenetxea    | Caja Rural    | s.t.     |
| 4    | Marco Tizza        | Bingoal       | s.t.     |
| 5    | Clément Venturini  | AG2R          | s.t.     |
| 6    | Axel Zingle        | Cofidis       | s.t.     |
| 7    | Samuel Watson      | Groupama      | s.t.     |
| 8    | Luca Van Boven     | Bingoal       | s.t.     |
| 9    | Romain Grégoire    | Groupama      | s.t.     |
| 10   | Sandy Dujardin     | TotalEnergies | s.t.     |